# Liberty Center, Ohio
Liberty Center là một làng thuộc quận Henry, tiểu bang Ohio, Hoa Kỳ. Năm 2010, dân số của làng này là 1180 người.

## Dân số
- Dân số năm 2000: 1109 người.
- Dân số năm 2010: 1180 người.